# Келли, Лора
Ло́ра Ке́лли (англ. Laura Kelly; род. 24 января 1950, Нью-Йорк, Нью-Йорк) — американский политик, губернатор штата Канзас с 14 января 2019 года, сенатор штата Канзас (2005—2019). Член Демократической партии. По образованию психолог и психотерапевт, была исполнительным директором Канзасской ассоциации парков и зон отдыха.

## Образование
Лора Келли родилась в Нью-Йорке в семье военных. Она получила степень бакалавра психологии в Университете Брэдли. А затем получила степень магистра наук в Индианском университете.

## Политическая программа
Келли обещала преодолеть «кризис», вызванный курсом губернатора-республиканца Сэма Браунбэка. Предлагались следующие меры:
- Расширение программ Medicaid и KanCare с целью повышения доступности здравоохранения
- Стабилизация бюджета штата путем бипартийных консультаций, отказ от повышения налогов и от урезания расходов
- Рост финансирования образовательных программ в школах и колледжах штата

Лору Келли относят к умеренным демократам. В январе 2020 года она добилась компромиссного соглашения с республиканцами, которое сделало Канзас 38-м штатом, расширившим Medicaid. Своим первым указом губернатор Келли восстановила отменённые её предшественником-республиканцем губернатором Браунбэком меры по защите ЛГБТ-госслужащих Канзаса от дискриминации.
Вновь победила на губернаторских выборах 8 ноября 2022 года, получив 49,2 % голосов против республиканца Дерека Смита (47,7 %).